# Liste der Monuments historiques in Les Grandes-Chapelles
Die Liste der Monuments historiques in Les Grandes-Chapelles führt die Monuments historiques in der französischen Gemeinde Les Grandes-Chapelles auf.

## Liste der Immobilien
| Bezeichnung                 | Beschreibung           | Standort             | Kennzeichnung | Schutzstatus | Datum | Bild           |
| --------------------------- | ---------------------- | -------------------- | ------------- | ------------ | ----- | -------------- |
| Kirche St-Pierre-et-St-Paul | ab dem 12. Jahrhundert | Route d’Arcis (Lage) | PA00078118    | Classé       | 1990  | weitere Bilder |

## Liste der Objekte
| Bezeichnung                      | Beschreibung                                                      | Standort                                  | Kennzeichnung | Schutzstatus | Datum | Bild |
| -------------------------------- | ----------------------------------------------------------------- | ----------------------------------------- | ------------- | ------------ | ----- | ---- |
| Skulptur eines heiligen Bischofs | Kalkstein, übertüncht, 14. Jahrhundert                            | in der Kirche St-Pierre-et-St-Paul (Lage) | PM10000871    | Classé       | 1911  |      |
| Schrein der heiligen Petronilla  | Holz, farbig gefasst und vergoldet, zwischen 1608 und 1610        | in der Kirche St-Pierre-et-St-Paul (Lage) | PM10000874    | Classé       | 1911  |      |
| Skulptur Madonna mit Kind (1)    | Eichenholz, einfarbig gefasst, zweite Hälfte des 16. Jahrhunderts | in der Kirche St-Pierre-et-St-Paul (Lage) | PM10000872    | Classé       | 1911  |      |
| Weihwasserbecken                 | umgearbeitetes Kapitell; Kalkstein, 14. Jahrhundert               | in der Kirche St-Pierre-et-St-Paul (Lage) | PM10000875    | Classé       | 1913  |      |
| Wandgemälde Kreuzigung           | bezeichnet 1608                                                   | in der Kirche St-Pierre-et-St-Paul (Lage) | PM10000878    | Classé       | 1913  |      |
| Skulptur Madonna mit Kind (2)    | Kalkstein, übertüncht, zweite Hälfte des 16. Jahrhunderts         | in der Kirche St-Pierre-et-St-Paul (Lage) | PM10000873    | Classé       | 1911  |      |
| Kanzel                           | Holz, 16. Jahrhundert                                             | in der Kirche St-Pierre-et-St-Paul (Lage) | PM10000876    | Classé       | 1913  |      |
| Kirchenfenster                   | aus dem 16. Jahrhundert                                           | in der Kirche St-Pierre-et-St-Paul (Lage) | PM10000877    | Classé       | 1990  |      |